# Джонсборо (Арканзас)
Джо́нсборо (англ. Jonesboro) — город в США, штат Арканзас, один из двух административных центров округа Крейгхед. Согласно переписи 2020 года в Джонсборо проживали 78 576 человек.

## Описание
Джонсборо занимает центральную часть округа Крейгхед. Общая площадь города составляет 207,2 км², из них около 0,5% составляют открытые водные пространства. Город получил своё имя в честь сенатора от штата Арканзас Уильяма Джонса. В 2012 году Джонсборо занял 9 место в списке журнала Kiplinger's Personal Finance «10 лучших городов для халявщиков».

## История

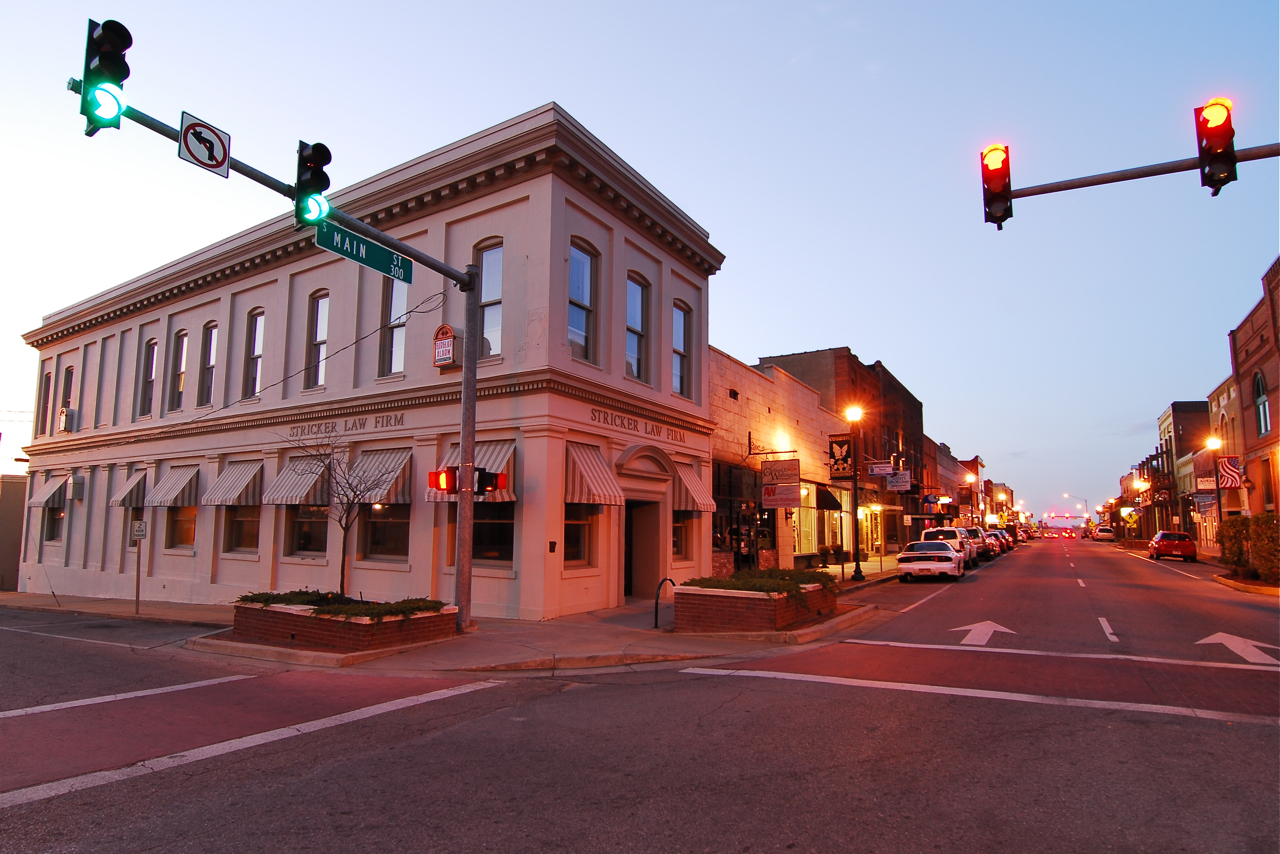
Деловая часть города

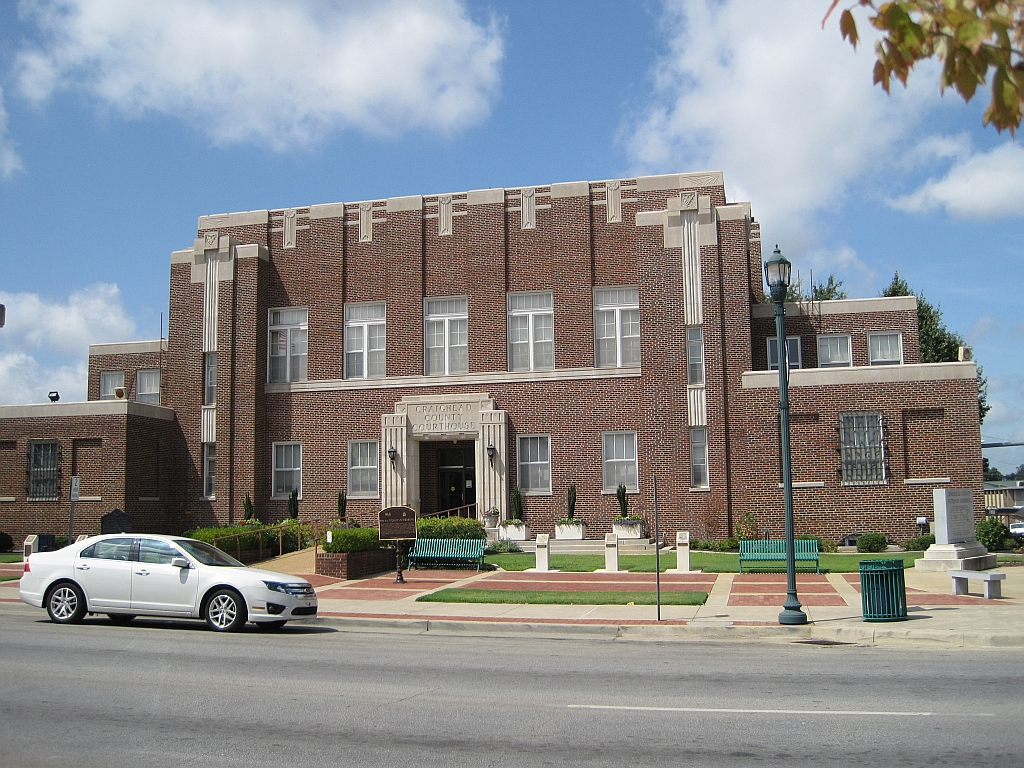
Здание суда

Первое постоянное поселение на месте будущего города появилось в 1815 году. В 1859 году был образован округ Крейгхед и Джонсборо стал его административным центром, получив статус города, а в 1883 году у Крейгхеда появился второй центр — Лейк-Сити. Одним из символов государственности в США является наличие здания суда — именно они необычно часто горели в Джонсборо: в 1869 году, в 1876 (магазин, временно используемый как суд), в 1878 (сгорела почти вся деловая часть города). В 1881 году через город была проложена первая железнодорожная ветка. В 1900 году в городе заработали первая больница — Региональный медицинский центр Святого Бернарда — и первый супермаркет. В 1904 году открылись первый колледж в городе и две средние школы. В 1909 году открыл свои двери Арканзасский колледж штата (ныне — Арканзасский университет штата). В 1911 и 1916 годах в городе были построены первые церкви, сохранившиеся до наших дней. В 1931 году в городе развернулась битва между последователями фундаменталистского евангелиста Джо Джефферса и последователями пастора Первой баптистской церкви Джонсборо преподобного Доу Херда; было совершено нападение, в том числе, на мэра города и начальника полиции — в связи с этим в Джонсборо заработало подразделение Арканзасской национальной гвардии (англ. Arkansas National Guard). По состоянию на 2012 год в городе работают более 75 церквей, из-за чего у Джонсборо есть прозвище «Город церквей».
В 1998 году в одной из школ города были убиты 4 ребёнка и их учительница, ранены 10 человек — преступление совершили два мальчика 11 и 13 лет.

## Галерея

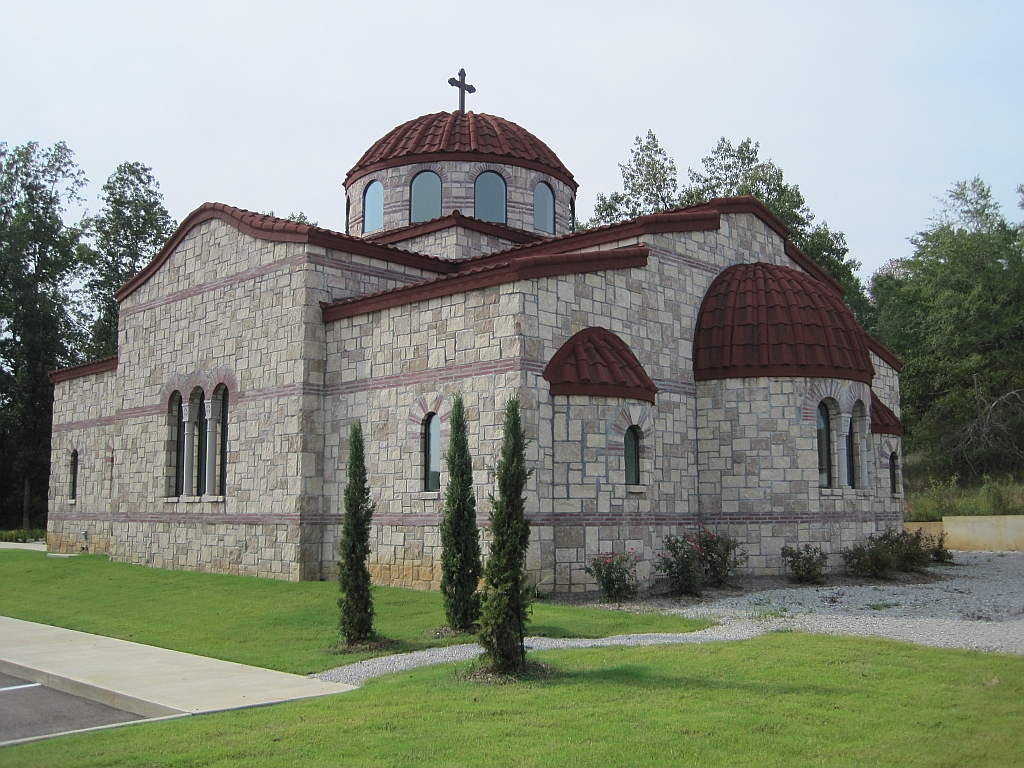
Церковь Св. Матфея
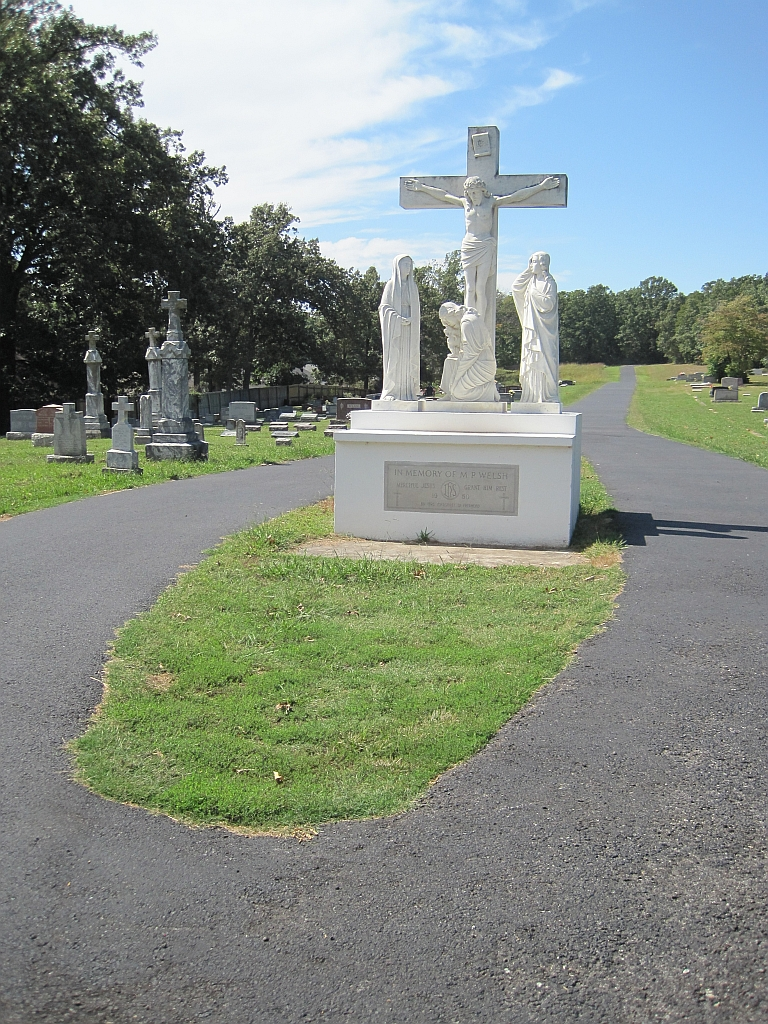
Святой Крест на кладбище
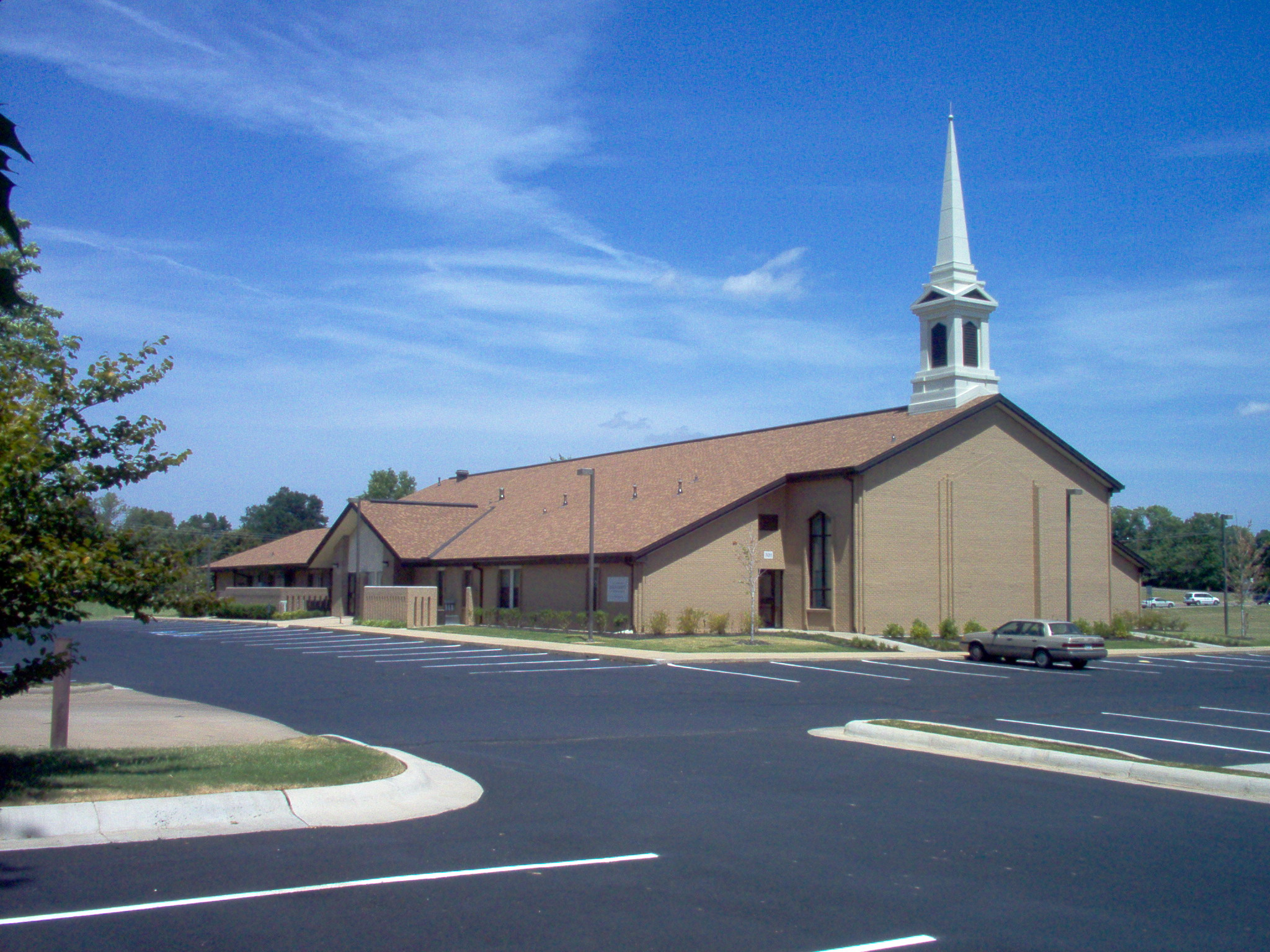
Церковная капелла

## Демография и климат
Джонсборо — пятый город Арканзаса по количеству жителей. В Джонсборо проживает около 68% всех жителей округа.
|                                                             | \| Климатограмма Джонсборо \| Климатограмма Джонсборо \| Климатограмма Джонсборо \| Климатограмма Джонсборо \| Климатограмма Джонсборо \| Климатограмма Джонсборо \| Климатограмма Джонсборо \| Климатограмма Джонсборо \| Климатограмма Джонсборо \| Климатограмма Джонсборо \| Климатограмма Джонсборо \| Климатограмма Джонсборо \| \| ----------------------------------------------------------- \| ----------------------- \| ----------------------- \| ----------------------- \| ----------------------- \| ----------------------- \| ----------------------- \| ----------------------- \| ----------------------- \| ----------------------- \| ----------------------- \| ----------------------- \| \| Я \| Ф \| М \| А \| М \| И \| И \| А \| С \| О \| Н \| Д \| \| 93.2 8 −3 \| 98.0 11 −1 \| 109.2 16 3 \| 123.7 22 9 \| 128.3 27 14 \| 80.3 31 19 \| 87.1 33 21 \| 72.4 32 20 \| 81.5 28 16 \| 114.0 23 9 \| 122.9 16 3 \| 117.9 9 −2 \| \| Температура в °C • Сумма осадков в мм Источник: weather.com \| \| \| \| \| \| \| \| \| \| \| \| |            |            |             |            |            |            |            |            |            |            |
| Климатограмма Джонсборо                                     | |            |            |             |            |            |            |            |            |            |            |
| Я                                                           | Ф | М          | А          | М           | И          | И          | А          | С          | О          | Н          | Д          |
| 93.2 8 −3                                                   | 98.0 11 −1 | 109.2 16 3 | 123.7 22 9 | 128.3 27 14 | 80.3 31 19 | 87.1 33 21 | 72.4 32 20 | 81.5 28 16 | 114.0 23 9 | 122.9 16 3 | 117.9 9 −2 |
| Температура в °C • Сумма осадков в мм Источник: weather.com | |            |            |             |            |            |            |            |            |            |            |

Расовый состав
- Белые — 85,4%
- Афроамериканцы — 11,3%
- Коренные американцы — 0,3%
- Азиаты — 0,8%
- Прочие расы — 1,1%
- Две и более расы — 1,1%
- Латиноамериканцы (любой расы) — 2,3%

## Транспорт

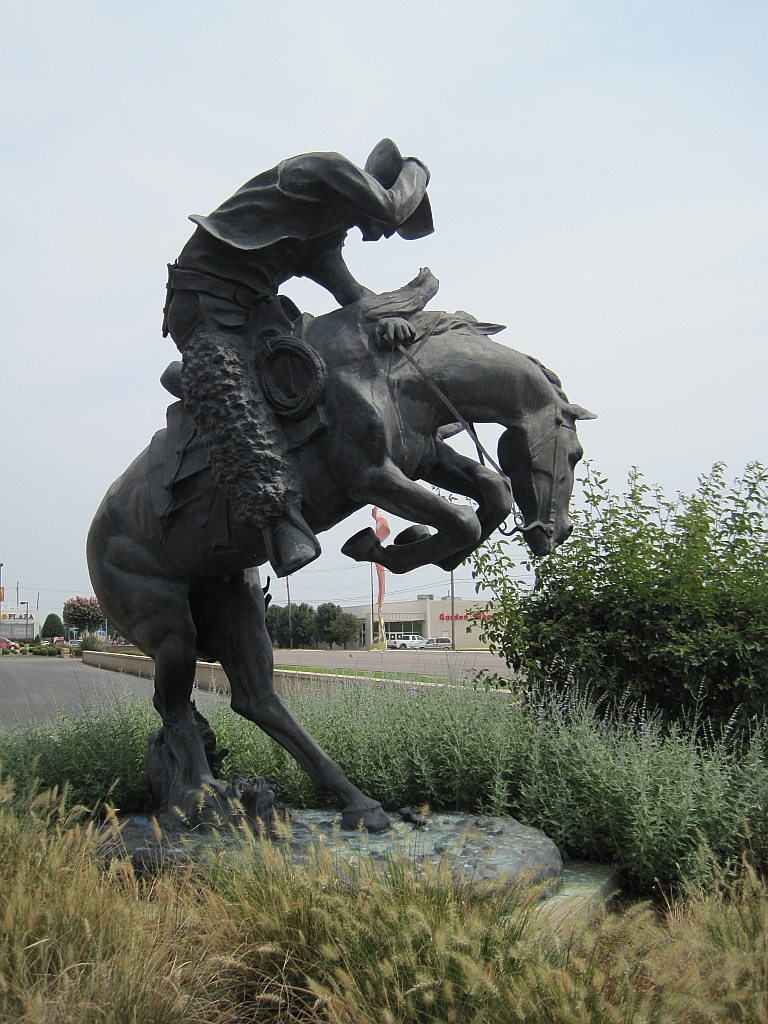
Скульптура ковбоя

Неподалёку от города находится аэропорт Jonesboro Municipal Airport.

Через город проходят следующие крупные автомагистрали:
- U.S. Route 49
- U.S. Route 63
- Arkansas Highway 1
- Arkansas Highway 18
- Arkansas Highway 91
- Arkansas Highway 141
- Arkansas Highway 226
- Arkansas Highway 351
- Arkansas Highway 463

## Достопримечательности

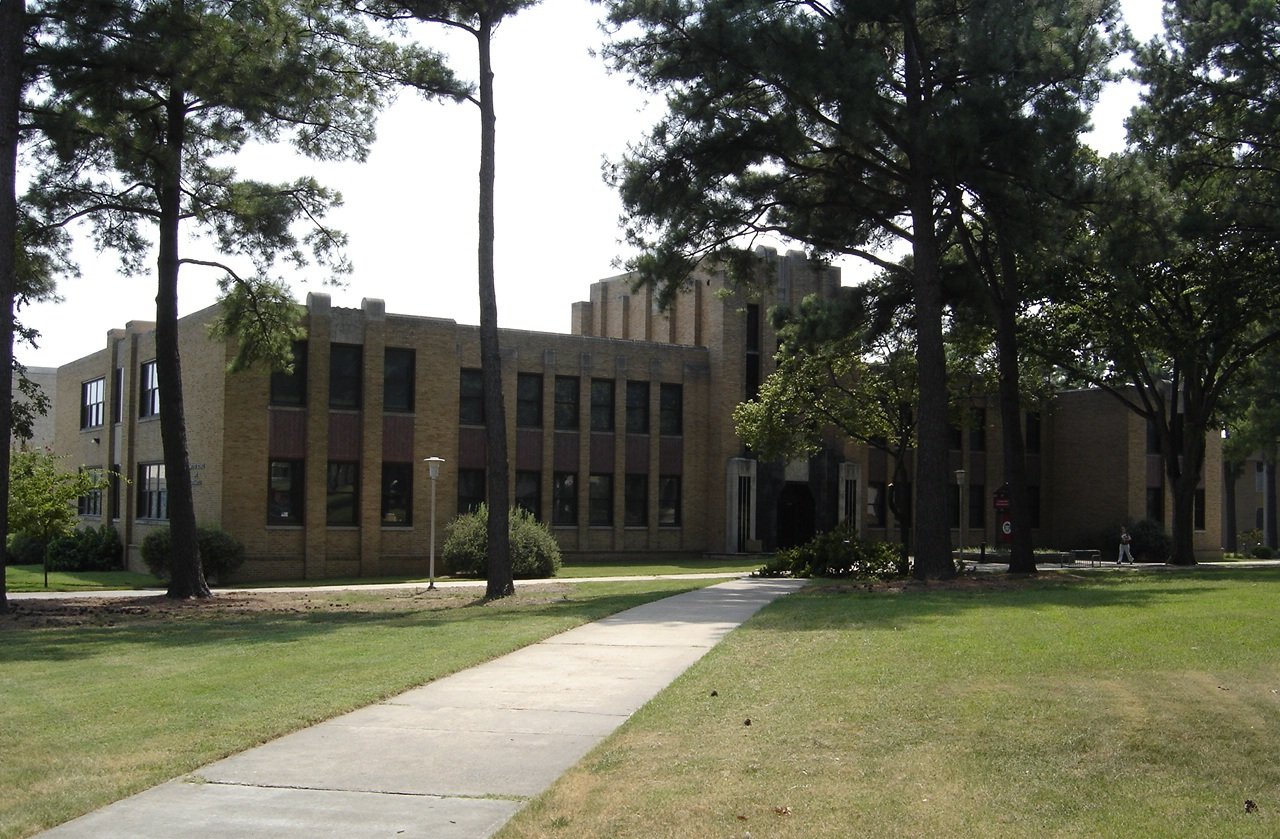
Арканзасский университет — факультет математики и компьютерных наук

- Арканзасский университет штата (Arkansas State University) — второй по размеру вуз штата.
  - Стадион Арканзасского университета (ASU Stadium)
- Торговый центр Тартл-Крик[англ.]
- Заброшенный торговый центр Индиан-Молл[англ.]